# Carlos, Duque de Madrid
Carlos de Bourbon (em castelhano:  Carlos María de los Dolores Juan Isidro José Francisco Quirín Antonio Miguel Gabriel Rafael; Liubliana, 30 de março de 1848 – Varese, 18 de julho de 1909), auto intitulado Duque de Madrid e Conde de la Alcarria, foi um Infante da Espanha, pretendente carlista ao trono espanhol (como Carlos VII) e legitimista ao trono francês (como Carlos XI).

## Biografia

### Família
Carlos era filho de João de Bourbon e Bragança, conde de Montizón, e de Maria Beatriz de Áustria-Este. Seus avós paternos foram Carlos de Bourbon, Conde de Molina, infante de Espanha (filho de Carlos IV de Espanha) Maria Francisca de Bragança  infanta de Portugal  (filha de João VI de Portugal e irmã de Pedro I do Brasil); enquanto seus avós maternos foram Francisco IV de Módena e Maria Beatriz Vitória de Saboia, princesa da Sardenha.

### Primeiros anos
Quando criança, Carlos viveu com seus pai em Londres, onde seu irmão Afonso nasceu. Depois que seu pai, liberal demais para o gosto dos carlistas, deixou sua mãe, os infantes acompanharam a princesa de volta à Módena, onde passaram a viver. O duque Francisco V, irmão de Beatriz, foi o grande responsável pela educação de Carlos e Afonso e foi a principal influência no início de suas vidas. Carlos logo demonstrou sua simpatia pelo conservadorismo, muito diferente de seu pai. Devido aos seus estudos, passou a adolescência entre Praga, Veneza e Viena.

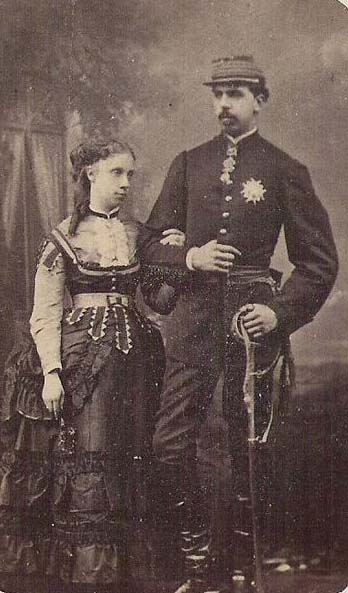
Margarida de Bourbon-Parma e Carlos de Bourbon, Duque de Madrid.

### Casamentos e filhos
Casou-se em 4 de fevereiro de 1867, no Castelo de Frohsdorf, em Lanzenkirchen, com a princesa Margarida de Bourbon-Parma, filha do duque Carlos III de Parma e de Luísa de França. O casal teve cinco filhos:
- Branca de Espanha (1868-1949), infanta de Espanha, casada com Leopoldo Salvador de Áustria-Toscana, arquiduque da Áustria e príncipe da Toscana, com descendência.

- Jaime (1870-1931), Duque de Madrid', pretendente carlista ao trono espanhol (como Jaime III) e pretendente legitimista ao trono francês (como Jacques I). Não se casou.

- Elvira (1871-1929), infanta de Espanha. Não se casou, mas teve descendentes.

- Beatriz (1874-1961), infanta de Espanha, casada com o príncipe Fabrício Massimo de Roviano, com descendência.

- Alice (1876-1975), infanta de Espanha, casada em primeiras núpcias com o príncipe Frederico de Schönburg-Waldenburg, com descendência. Casou-se em segundas núpcias, morganaticamente, com Lino del Prete, com descendência.

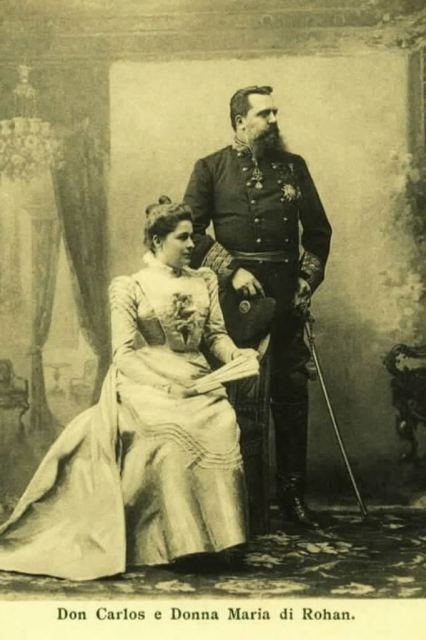
Carlos e Maria de Rohan.

Margarida morreu em 29 de janeiro de 1893. No ano seguinte, Carlos decidiu casar-se novamente e pediu o auxílio da mãe na procura de uma noiva. A princesa Beatriz sugeriu-lhe duas candidatas: a princesa Teresa de Liechtenstein' (filha do príncipe Alfredo de Liechtenstein) e a princesa Maria Berta de Rohan (filha do príncipe Artur de Rohan). 
Após conhecer as duas pretendentes, Carlos escolheu a princesa Maria Berta. O casamento foi celebrado em 28 de abril de 1894, pelo Cardeal Schönborn, em sua capela privativa em Praga. A nova esposa do príncipe tinha uma personalidade forte e dominadora, o que tornou este casamento bastante impopular entre os carlistas. Conforme assinalou o historiador Jaime del Burgo: Todos os autores concordam que este segundo casamento foi desastroso, não apenas para Dom Carlos e sua família, mas também para o Partido Carlista.

### Atividade política
Em julho de 1868, Carlos realizou uma reunião em Londres com as principais figuras do carlismo para relançar o movimento, aproveitando a crise do regime isabelino. Em setembro deste mesmo ano após a queda de Isabel, o movimento carlista foi engrossado pelo movimento neocatólico, os representantes desse movimento afirmavam que Carlos seria a única pessoa que poderia tirar o pais da anarquia reinante.
Em 3 de outubro desse mesmo ano, após a renúncia de seu pai, o príncipe se tornou  pretendente carlista ao trono espanhol, embora seus partidários já o considerassem rei legítimo desde 1864, quando assim foi chamado pela Princesa da Beira em sua Carta a los españoles.
Em outubro de 1869, entregou o comando político e militar do movimento a Ramón Cabrera, que renunciou no ano seguinte devido a desentendimentos tanto com Carlos quanto com outras figuras importantes do movimento carlista.
No mês de abril, após a conferência carlista realizada em Vevey, Suíça, que criou um conselho central do partido para atuar legalmente na Espanha, Carlos decidiu assumir pessoalmente o comando do movimento.
A Comunhão Católico Monárquica, o partido carlista presidida por Francisco Javier Fernández de Henestrosa y Santisteban, Marquês de Villadarias, mantinha representações locais nos municípios onde o carlismo já havia sido implantado. O ideário carlista passou a ser divulgado maciçamente em eventos organizados pelo partido. Tal estratégia rendeu aos carlistas a conquista de 50 cadeiras no Câmara dos Deputados, nas eleições de 1871 na época do reinado de Amadeu I.
A via militar acabou por prevalecer quando Carlos deu a ordem para que seus partidários iniciassem um levante armado, em 21 de abril de 1872, dando início à Terceira Guerra Carlista. Em 2 de maio, o líder carlista cruzou a fronteira francesa  e assumiu o comando dos revoltosos, mas em 4 de maio o general Domingo Moriones invadiu seu acampamento na cidade de Oroquieta, obrigando o pretendente a safar-se em território francês e encerrando, temporariamente, a insurreição no País Basco e em Navarra.
Em 16 de julho de 1873, Carlos cruzou novamente a fronteira, dessa vez por Zugarramurdi, e atravessou todo o País Basco e Navarra com seu exército, concentrando-se principalmente em Estella e Durango.
Entretanto, com a derrota definitiva das forças carlistas em 28 de fevereiro de 1876, Carlos voltou ao exílio. A partir deste momento o carlismo modificou sua natureza insurrecional para uma atuação política se dividindo em tendencias onde a atuação no Estado parecia mais importante que a defesa do candidato a rei.
Após uma breve estadia na França e no Reino Unido, foi para os Estados Unidos e México. Quando retornou à Europa, fixou-se em Paris, mas foi expulso em 1881 e acabou estabelecendo-se em Veneza.
Em 1879, nomeou Cândido Nocedal como seu representante na Espanha, mas sua política gerou desentendimentos e divisões entre os carlistas espanhóis, obrigando Carlos a assumir novamente a chefia do movimento após a morte de Cándido, em 1885, até 1890.

### Morte
Carlos morreu em Varese, em 19 de julho de 1909, aos 61 anos de idade, sendo sucedido por seu filho Jaime. Seu corpo foi sepultado na Catedral de San Giusto, em Trieste.
O infante deu forma definitiva à ideologia conservadora, o que o tornou o pretendente mais significativo de toda a linha carlista.